# Jogo Tirto
Jogo Tirto is een bestuurslaag in het regentschap Sleman van de provincie Jogjakarta, Indonesië. Jogo Tirto telt 9790 inwoners (volkstelling 2010).